# Альт-Буков
Альт-Буков (нім. Alt Bukow) — громада в Німеччині, розташована в землі Мекленбург-Передня Померанія. Входить до складу району Росток. Складова частина об'єднання громад Нойбуков-Зальцгафф.
Площа — 15,13 км2. Населення становить 480 ос. (станом на 31 грудня 2020).

## Галерея

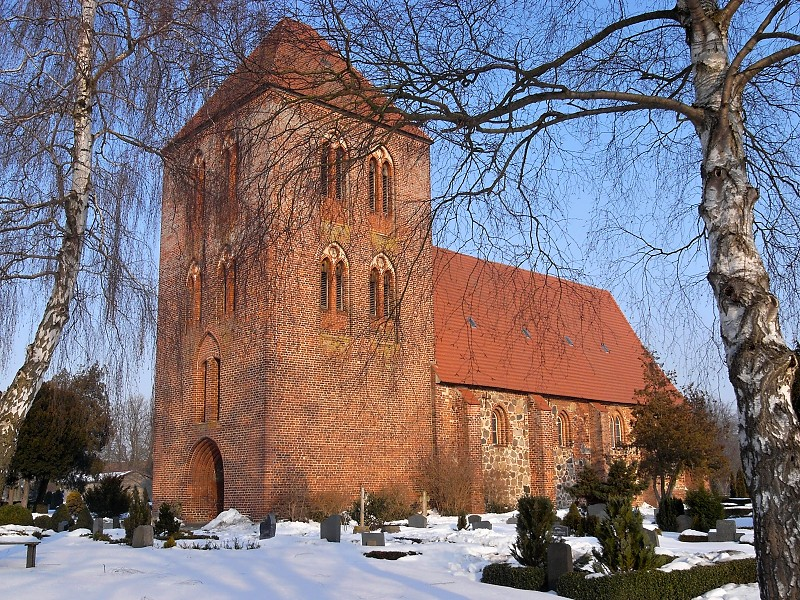
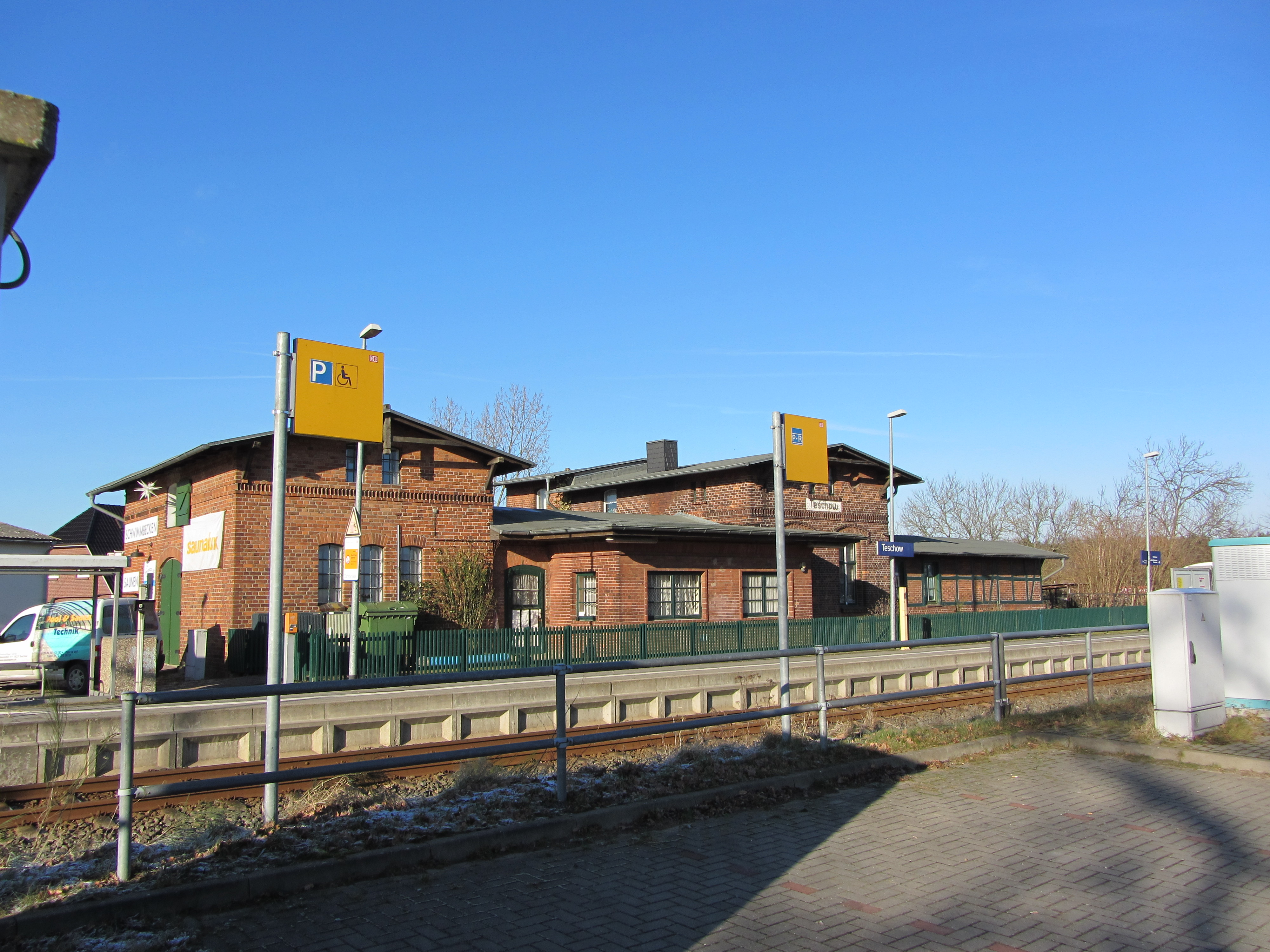